# Baillie hospitalière
La Baillie hospitalière ou bailliage hospitalier est une division administrative de l'ordre de Saint-Jean de Jérusalem. À l'origine elles étaient similaire aux commanderies hospitalières et regroupaient, autour d'une commanderie, les autres membres qui n'avaient pas le statut de commanderies.

## Sources
- Bertrand Galimard Flavigny, Histoire de l'Ordre de Malte, Paris, Perrin, 2006
- Simon Mercieca (trad. de l'italien par Rose-Marie Olivier et Aline Bonnefon), Les chevaliers de Saint-Jean à Malte, Florence, Casa Editrice Bonechi, 2008
- (en) H. J. A. Sire, The Knights of Malta, Yale University Press, 1994